# Petras Vileišis
Petras Vileišis (ur. 25 stycznia 1851, zm. 12 sierpnia 1926 w Połądze) – litewski inżynier i mecenas, działacz społeczny i polityczny, brat Antanasa i Jonasa.
Urodził się w rodzinie chłopskiej na Żmudzi. W 1861 roku podjął naukę w Poniewieżu, a następnie w gimnazjum w Szawlach które ukończył z wyróżnieniem. W 1870 roku rozpoczął studia w Petersburgu na wydziale fizyczno-matematycznym lokalnego uniwersytetu, cztery lata później otrzymał tytuł magistra. W 1883 roku przez krótki czas przebywał w Belgii, gdzie zapoznawał się ze sposobem budowy mostów dla kolei żelaznych. W 1890 roku osiadł w Wilnie, gdzie w latach 1905–06 zbudował swój pałac na Antokolu według projektu Augusta Kleina – część pomieszczeń swojej siedziby udostępniał na cele społeczne i naukowe (np. w 1907 roku odbyła się tu pierwsza litewska wystawa artystyczna, później swą siedzibę znalazły tu m.in. Litewskie Towarzystwo Naukowe oraz Litewskie Towarzystwo Oświatowe "Rytas").

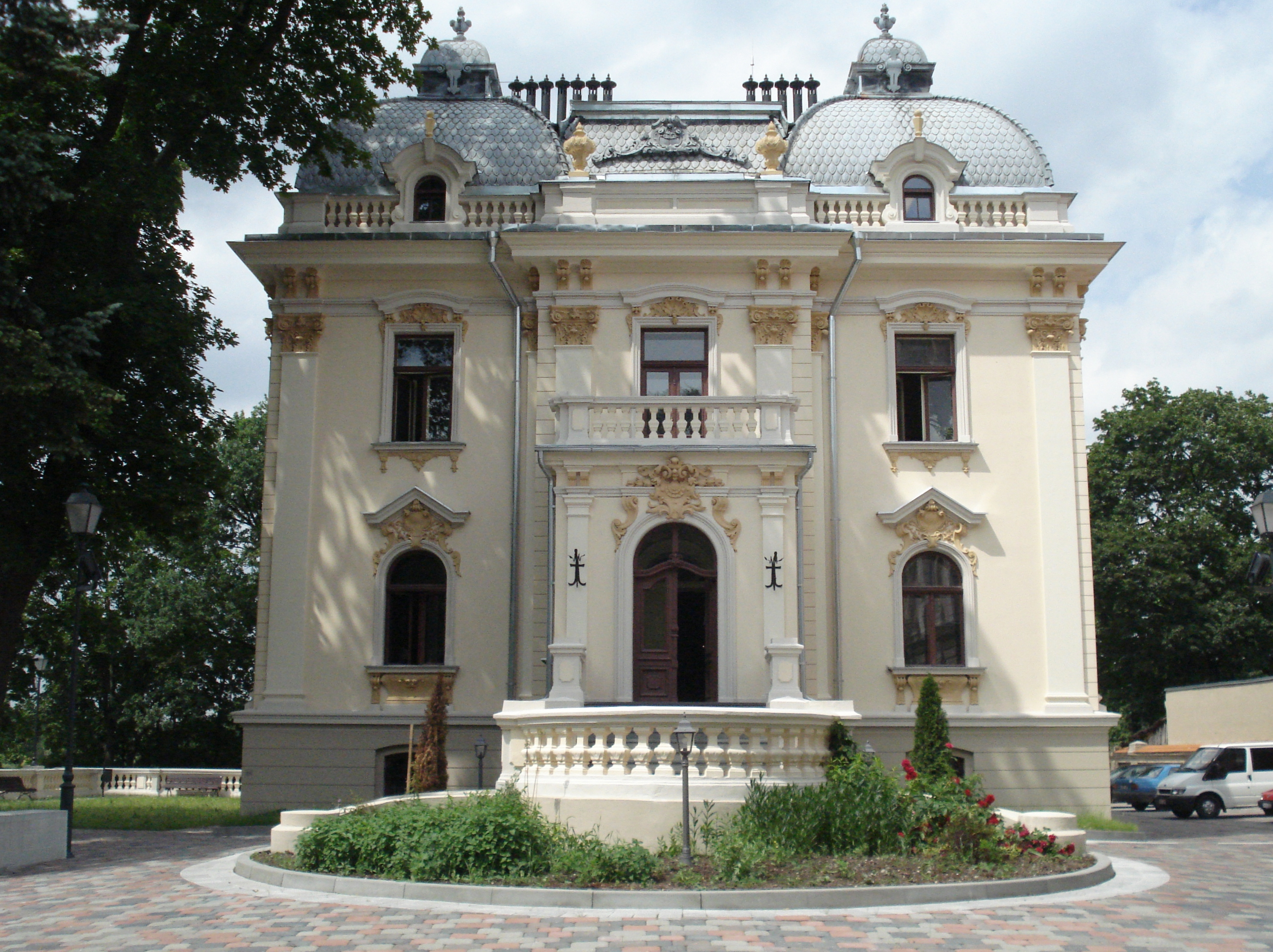
Pałac Vileišisa w Wilnie, obecnie siedziba Instytutu Litewskiej Literatury i Folkloru.

W 1905 roku wraz z Jonasem Basanovicziusem zorganizował tzw. wielki sejm litewski w Wilnie, angażował się w działalność społeczną, w 1907 roku został członkiem władz Litewskiego Towarzystwa Naukowego. Po załamaniu się wileńskiego biznesu wyjechał w 1908 roku do Rosji, zajmując się pracą inżynierską (m.in. budową mostów).
Po uzyskaniu przez Litwę niepodległości zamieszkał w Kownie, gdzie współpracował z tamtejszym ministerstwem komunikacji, a w latach 1922–23 był ministrem ds. transportu w rządzie Litwy.
Zmarł podczas wakacji nad Bałtykiem. Został pochowany w bazylice kowieńskiej. W 1935 roku jego szczątki przeniesiono do rodzinnej mogiły na cmentarzu Na Rossie.